# Salvia harleyana
Salvia harleyana là một loài thực vật có hoa trong họ Hoa môi. Loài này được E.P.Santos mô tả khoa học đầu tiên năm 2004.